# Châtenois-les-Forges
Châtenois-les-Forges (Duits: Kestenholz) is een gemeente in het Franse departement Territoire de Belfort (regio Bourgogne-Franche-Comté) en telt 2728 inwoners (2005). De plaats maakt deel uit van het arrondissement Belfort.  In het Elzassisch of het Duits heette de plaats vroeger Kestenholz.

## Geografie
De oppervlakte van Châtenois-les-Forges bedraagt 8,7 km², de bevolkingsdichtheid is 313,6 inwoners per km².
De onderstaande kaart toont de ligging van Châtenois-les-Forges met de belangrijkste infrastructuur en aangrenzende gemeenten.

## Demografie
Onderstaande figuur toont het verloop van het inwonertal (bron: INSEE-tellingen).